# Leroy Rosenior
Leroy De Graft Rosenior (Londra, 24 agosto 1964) è un allenatore di calcio ed ex calciatore sierraleonese, di ruolo attaccante.

## Carriera

### Giocatore

#### Club
Viene ingaggiato dal Fulham nel 1981, facendo il suo esordio in prima squadra l'anno seguente, in una partita di seconda divisione sul campo del Leicester City: nell'occasione si rompe una clavicola, e torna a giocare solamente nella stagione 1983-1984, nella quale mette a segno 8 reti in 23 presenze, seguite da ulteriori 7 reti in 30 presenze l'anno seguente, al termine del quale viene ceduto al QPR, club di prima divisione.
Qui, nell'arco di 2 stagioni va a segno complessivamente per 8 volte in 38 partite, e gioca la finale della Coppa di Lega 1985-1986; decide poi di tornare al Fulham, con cui nella Third Division 1987-1988 mette a segno 20 reti in 34 incontri (e, considerando le altre competizioni ufficiali, 22 reti in 39 presenze totali in stagione); viene quindi ceduto al West Ham Utd, con cui gioca tra prima e seconda divisione, con anche dei periodi in prestito al Fulham (13 presenze e 3 gol in terza divisione) ed al Charlton (3 presenze in seconda divisione). Gioca in seconda divisione anche nelle stagioni 1992-1993 e 1993-1994, entrambe nel Bristol City, con cui mette a segno complessivamente 12 reti in 51 partite di campionato; si tratta della sua ultima esperienza in carriera da professionista, anche a causa di una serie di problemi alle ginocchia accumulati nel corso degli anni: negli anni seguenti gioca infatti per dei brevi periodi con i dilettanti del Fleet Town e con i semiprofessionisti del Gloucester City (di cui è contemporaneamente anche allenatore).

#### Nazionale
Il 9 giugno 1993 ha giocato la sua unica partita in nazionale, in un incontro delle qualificazioni alla Coppa d'Africa contro il Togo.

### Allenatore
Dopo aver allenato nelle giovanili del Bristol City, tra il 1996 ed il 1998 allena il Gloucester City, in Southern Football League (settima divisione): nella sua prima stagione sfiora la promozione in sesta divisione, e dopo la sua seconda stagione lascia il club e va ad allenare le riserve del Bristol City. Trascorre quindi una stagione alla guida dei semiprofessionisti del Merthyr Tydfil, per poi passare nell'estate del 2002 al Torquay Utd, club di quarta divisione. Qui, al termine della stagione 2003-2004 conquista una promozione in terza divisione grazie al terzo posto in classifica (ed alla successiva vittoria dei play-off) nella Third Division 2003-2004; dopo una retrocessione nel campionato successivo, viene inizialmente riconfermato anche per la stagione 2005-2006, salvo poi essere esonerato nel gennaio del 2006. Nel marzo del 2006 viene assunto come vice allo Shrewsbury Town, dove rimane fino al termine della stagione 2005-2006.
Nella stagione 2006-2007 allena il Brentford, club di terza divisione, venendo però esonerato il 18 novembre 2006 dopo 23 giornate di campionato, con un totale di 19 punti conquistati (3 vittorie, 10 pareggi e 10 sconfitte). Il 17 maggio 2007 torna al Torquay United al posto dell'esonerato Keith Curle: il giorno stesso però il club cambia proprietario, e la nuova dirigenza lo esonera per affidare la squadra a Paul Buckle.